# Piyeung Mane
Piyeung Mane is een bestuurslaag in het regentschap Aceh Besar van de provincie Atjeh, Indonesië. Piyeung Mane telt 150 inwoners (volkstelling 2010).